# Barokk zeneszerzők listája

## Időskála
Az alábbi időskálán a barokk zene legnagyobb zeneszerzői találhatóak.

## Betűrendes lista
| Ábécé szerinti tartalomjegyzék                      |
| --------------------------------------------------- |
| A B C D E F G H I J K L M N O P Q R S T U V W X Y Z |

### A
- Agostino Agazzari (1578–1640)
- Pietro Simone Agostini (1635 k.–1680)
- Paolo Agostino (Agostini) (1583 k.–1629)
- Johan Agrell (1701–1765)
- Pirro Capacelli Albergati (1663–1735)
- Domenico Alberti (1710–1740)
- Tomaso Albinoni (1671–1751) vagy (1674–1745)
- Gregorio Allegri (1582–1652)
- Cataldo Amodei (1650–1695)
- Felice Anerio (1560 k.–1614)
- Giovanni Francesco Anerio (1567–1630)
- Abundio Antonelli (15?? – 1629)
- Juan Aranés (15?? – 1649 k.)
- Attilio Ariosti (1666–1729?)
- Andreas Armsdorff (1670–1699)
- Thomas Arne (1710–1778)
- Jacques Aubert (1689–1753)

### B
- Johann Bernhard Bach (1676–1749)
- Jean-Baptiste Lully (1632-1687)
- Johann Sebastian Bach (1685–1750)
- Daniel Bacheler (1572–1618)
- Adriano Banchieri (1557 k.–1634)
- Bartolomeo Barbarino (1568 k.–1617 vagy később)
- Giovanni Battista Bassani (1657 k.–1716)
- Giovanni Bassano (1558 k.–1617)
- John Baston (fl. 1700 k.)
- Luigi Battiferri (1610–1682)
- Dietrich Becker (1623–1679)
- Cesare Bendinelli (fl. 1700 k.)
- Christoph Bernhard (1628–1692)
- Heinrich Ignaz Franz von Biber (1644–1704)
- Michel Blavet (1700–1768)
- John Blow (1649–1708)
- Joseph Bodin de Boismortier (1689–1755)
- Antoine Boësset (1586–1643)
- Severo Bonini (1582–1663)
- Giovanni Bononcini (1670–1747)
- William Boyce (1711–1779)
- Georg Böhm (1661–1733)
- William Brade (1560–1630)
- Riccardo Broschi (1698–1756)
- Nicolaus Bruhns (1665–1697)
- Pablo Bruna (1611–1679)
- Pierre-Gabriel Buffardin (1690–1768)
- John Bull (c1562–1628)
- Giovanni Battista Buonamente (1595–1642)
- Pieter Bustijn (? – 1729)
- Johann Heinrich Buttstedt (1666–1727)
- Dietrich Buxtehude (1637–1707)

### C
- Juan Bautista Jose Cabanilles (1644–1712)
- Francesca Caccini (1587 – 1640 k.)
- Giulio Caccini (1545 k.–1618)
- Antonio Caldara (1670–1736)
- Robert Cambert (1627 k.–1677)
- Thomas Campion (1567–1620)
- André Campra (1660–1744)
- Giovanni Maria Capelli (1648–1726)
- Carlo Caproli (1615 k.– 1692 k.)
- Manuel Cardoso (1566–1650)
- Giacomo Carissimi (1605–1674 k.)
- Dario Castello (1560 k.– 1640)
- Francesco Cavalli (1602–1676)
- Joan Cererols (1618–1680)
- Antonio Cesti (1623–1669)
- Jacques Champion de Chambonnières (1601 vagy 1602–1672)
- Fortunato Chelleri (1688–1757)
- Antonio Cifra (1584–1629)
- Giovanni Paolo Cima (1570–1622)
- Jeremiah Clarke (1674–1707)
- Bernardo Clavijo del Castillo (fl. 1650 k. – 1700 k.)
- Louis Nicolas Clerambault (1676–1749)
- Manuel Rodrigues Coelho (1555 k.– 1635 k.)
- Lelio Colista (1629–1680)
- Pascal Collasse (1649–1709)
- John Coprario (1575 k.–1626)
- Jacques Cordier (1580 k.–1655 előtt)
- Arcangelo Corelli (1653–1713)
- Francisco Correa de Arauxo (1575 k.–1654)
- Michel Corrette (1709–1795)
- François Couperin (1668–1733)
- Louis Couperin (1626 k.–1661)
- Johann Crüger (1598–1662)

### D
- François d'Agincourt (1684–1758)
- Jean-Henri d'Anglebert (1635–1691)
- Jean Henri d'Anglebert (1628–1691)
- Louis-Claude Daquin (1694–1772)
- Charles d'Assoucy (1605–1670)
- Juan de Araujo (1646–1712)
- Estevao de Brito (1575–1641)
- Sebastien de Brossard (1655–1730)
- Louis de Caix d'Hervelois (1670–1759)
- Nicolas de Grigny (1672–1703)
- Michel de la Barre (1675–1743)
- Elisabeth Jacquet de la Guerre (1665–1729)
- Michel-Richard de Lalande (1657–1726)
- Christoph Demantius (1567–1643)
- Louis de Mollier – (1613 k.–1688)
- Monsieur de Sainte-Colombe (1630 k.– 1700 k.)
- Antonio de Salazar (1650 k.–1715)
- René Pignon Descoteaux (1646 k.–1728)
- Andres de Sola (1634–1696)
- Robert de Visée (1655–1732)
- Robert de Visee (1650 k.– 1725 k.)
- Diogo Dias Melgas (1638–1700)
- Charles Dollé (16?? – 1755 után)
- Ignazio Donati (1575 k.–1638)
- Louis-Antoine Dornel (1680 k.–1756 után)
- John Dowland (1563–1626)
- François Du Fault (1604–1670)
- Pierre Dumage (1674–1751)
- Henri Dumont (1610–1684)
- Sebastian Duron (1660–1716)

### E
- Michael East (1580–1648)
- Johann Ernst Eberlin (1702–1762
- Edward, Lord Herbert of Cherbury (1582–1648)

### F
- Girolamo Fantini (1602 – ?)
- Giles Farnaby (1565–1640)
- Daniel Farrant (???? – 1663 előtt)
- Giovanni Battista Fasolo (c.1600–1664)
- Giuseppe Fedeli, más néven Joseph Saggione (c1680 – c1745)
- Alfonso Ferrabosco (II) (c.1570–1628)
- Pierre Fevrier (1696–1764)
- Johann Kaspar Ferdinand Fischer (c1670–1746)
- Francesco Foggia (1604–1688)
- Conte Alfonso Fontanelli (1557–1622)
- Thomas Ford (c.1580–1648)
- Antoine Forqueray (1671–1745)
- Petronio Franceschini (1650–1680)
- Melchior Franck (1579–1639)
- François Francoeur (1698–1787)
- Girolamo Frescobaldi (1583–1643)
- Johann Jakob Froberger (1616–1667)
- Johann Wilhelm Furchheim (c.1635–1682)
- Johann Joseph Fux (1660–1741)

### G
- Domenico Gabrielli (1651–1690)
- Marco da Gagliano (1582–1643)
- Jacques Gallot (c.1625–1696)
- Francesco Gasparini (1661–1727)
- Baldassare Galuppi (1706–1785)
- Denis Gaultier (1600–1672)
- Ennemond Gaultier (1575–1651)
- Jacques Gaultier (c.1592–1652 után)
- Christian Geist (c.1650–1711)
- Francesco Geminiani (1687–1762)
- Gervise Gerrard (16?? – 16??)
- Orlando Gibbons (1583–1625)
- Joseph Gibbs (1698–1788)
- Nicolas Gigault (1627–1680)
- Pietro Gnocchi (1689–1775)
- Alessandro Grandi (c.1575–1630)
- Johann Gottlieb Graun (c1702–1771)
- Carl Heinrich Graun (c1703–1759)
- Gaetano Greco (c.1657 – c.1728)
- Maurice Greene (1696–1755)
- Benoit Guillemant (? – 17??)
- Juan Gutiérrez de Padilla (c.1590–1664)

### H
- Paul Hainlein (1628–1686)
- Andreas Hammerschmidt (1611 vagy 1612–1675)
- Georg Friedrich Händel (1685–1759)
- Johann Nicolaus Hanff (1665 – c1712)
- Carolus Harquart (1640–1701)
- Johann Adolph Hasse (1699–1783)
- Hans Leo Hassler (1562–1612)
- Johann David Heinichen (1683–1729)
- Johann Andreas Herbst (1588–1666)
- Sebastian Aguilera de Heredia (1565–1627)
- Nicolas Hotman (c1610–1663)
- Jacques Hotteterre (1680–1761)
- Tobias Hume (1569–1645)
- Konrad Friedrich Hurlebusch (1696–1765)

### I
- Sigismondo d’India (c.1582–1629)
- Simon Ives (1600–1662)

### J
- John Jenkins (1592–1678)
- IV. János portugál király (1603–1656)
- Robert Johnson (c.1583–1633)

### K
- Giovanni Girolamo Kapsberger (c.1580–1651)
- Reinhard Keiser (1674–1739)
- Johann Caspar Kerll (1627–1693)
- Caspar Kittel (1603–1639)
- Friedrich Klingenberg (16?? – 17??)
- Johann Krieger (1651–1735)
- Johann Kuhnau (1660–1722)
- August Kühnel (1645 – c1700)

### L
- Jean Lacquemant (c.1622–1680)
- Michel Lambert (1610–1696)
- Stefano Landi (1586 vagy 1587–1639)
- Richard Leveridge (c1670–1758)
- Henry Lawes (1596–1662)
- William Lawes (1602–1645)
- Nicolas Antoine Lebègue (1630–1702)
- Jean-Marie Leclair (1697–1764)
- Gaspard Le Roux (? – 1707)
- Gottfried Lindemann (? – 17??)
- Duarte Lobo (c.1565–1647)
- Pietro Locatelli (1693–1764)
- Matthew Locke (c.1621–1677)
- Estevao Lopes Morago (c.1575–1630 után)
- Francisco López Capillas (1612–1673)
- Paolo Lorenzani (1640–1713)
- Johann Anton Losy van Losymthal (c.1643–1721)
- Antonio Lotti (c1667–1740)
- Jean-Baptiste Lully (1632–1687)
- Jean-Baptiste Lully (néha de Lully) (fiatalabb) (1665–1743)
- Jean-Louis Lully (sometimes de Lully) (1667–1688)
- Louis Lully (néha de Lully) (1664–1734)
- Thomas Lupo (1571–1627)
- Vincent Lübeck (1654–1740)

### M
- Sieur de Machy (16?? – 1692 után)
- Filipe de Magalhães (1571–1652)
- Marin Marais (1656–1728)
- Alessandro Marcello (1669–1747)
- Benedetto Marcello (1686–1739)
- Louis Marchand (1669–1732)
- Biagio Marini (c.1595–1665)
- Jean-Baptiste Masse (c1700 – c1756)
- Johann Mattheson (1681–1764)
- Nicola Matteis (? – 1714)
- Ascanio Mayone (1565–1627)
- Tarquinio Merula (c.1594–1665)
- Nicolas Métru (1610–1663 után)
- Johann Melchior Molter (1696–1765)
- Claudio Monteverdi (1567–1643)
- Etienne Moulinie (1600–1669)
- Jean-Joseph Mouret (1682–1738)
- Charles Mouton (1626–1710)
- Georg Muffat (1653–1704)
- Gottlieb Muffat (1690–1770)

### N
- Giovanni Bernardino Nanino (c.1560–1623)
- Pablo Nassarre (1654–1730)
- Jacques-Christophe Naudot (c1690–1762)
- Marc'Antonio Negri (15?? – 1624)
- Johann Michael Nicolai (1629–1685)
- Guillaume-Gabriel Nivers (1632–1714)
- Johannes Nucius (c.1556–1620)

### O
- Turlough Ó Carolan (1670–1738)
- John O'Keover (c.1600 – c.1663)

### P
- Charles Theodore Pachelbel (1690–1750)
- Johann Pachelbel (1653–1706)
- William Hieronymous Pachelbel (1685–1764)
- Claudio Pari (1574–1619 után)
- Bernardo Pasquini (1637–1710)
- Giovanni Battista Pergolesi (1710–1736)
- Jacopo Peri (1561–1633)
- Giacomo Antonio Perti (1661–1756)
- Giovanni Battista Pescetti (c1704 – c1766)
- Johann Christoph Pezel (1639–1694)
- Peter Philips (c.1560–1628)
- Giovanni Picchi (1571/1572–1643)
- Alessandro Piccinini (1566–1638)
- Michel Pignolet de Montéclair (1667–1737)
- Nicola Porpora (1686–1768)
- Hieronymus Praetorius (1560–1629)
- Michael Praetorius (c.1571–1621)
- Juan Pujol (c.1573–1626)
- Henry Purcell (1659? – 1695)

### Q
- Paolo Quagliati (c1555–1628)
- Johann Joachim Quantz (1697–1773)

### R
- Charles Racquet (1598–1664)
- André Raison (c.1640–1719)
- Jean-Philippe Rameau (1683–1764)
- Jean-Féry Rebel (1666–1747)
- Jean-Fery Rebel (1661–1747)
- Joao Lourenco Rebelo (1610–1661)
- Jan Adam Reincken (1623–1722)
- Esaias Reusner (1636–1679)
- id. Georg Reutter (1656–1738)
- Georg Reutter (1708–1772)
- Christian Ritter (c.1645 – c.1725)
- François Roberday (1624–1680) Archiválva 2012. október 25-i dátummal a Wayback Machine-ben
- Johan Helmich Roman (1694–1758)
- Matheo Romero (c.1575–1647)
- Johann Rosenmüller (1619–1683)
- Luigi Rossi (1597–1653)
- Salamone Rossi (1570 – c.1630)

### S
- ifj. Sainte-Colombe (166?? – 17??)
- Giovanni Battista Sammartini (1701–1775)
- Giuseppe Sammartini (1695–1750)
- Gaspar Sanz (1640 – c.1710)
- Claudio Saracini (1586–1649)
- Alessandro Scarlatti (1660–1725)
- Domenico Scarlatti (1685–1757)
- Christoph Schaffrath (1709–1763)
- Heinrich Scheidemann (c.1595–1663)
- Johann Schein (1586–1630)
- Samuel Scheidt (1587–1654)
- Johann Schenck (1660 – c1712
- Johann Heinrich Schmelzer (c. 1620–1680)
- Johann Heinrich Schmelzer (1623–1680)
- Heinrich Schütz (1585–1672)
- Thomas Selle (1599–1663)
- Bartolme de Selma (1570–1638)
- William Simmes (c.1575 – c.1625)
- Christopher Simpson (c.1615–1669)
- Thomas Simpson (1582–1628)
- Nicolas Siret (1663–1754)
- Johann Speth (1664–1719 után)
- Bernardo Storace (fl. c.1660)
- Alessandro Stradella (1644–1682)
- Nicholas Strogers (fl. c.1590–1620)
- Barbara Strozzi (1619–1677)
- Jan Pieterszoon Sweelinck (1562–1621)

### T
- Giuseppe Tartini (1692–1770)
- Georg Philipp Telemann (1681–1767)
- Jean Titelouze (1563–1633)
- Thomas Tomkins (1572–1656)
- Giuseppe Torelli (1658–1709)
- Giovanni Maria Trabaci (1575–1647)
- Franz Tunder (1614–1667)
- Francesco Turini (1589–1656)

### U
- Marco Uccellini (1603–1680)

### V
- Giuseppe Valentini (1681–1753)
- Anthoni Van Noordt (1620–1675
- ifj. Sybrant Van Noordt (1660–1705)
- Pavel Josef Vejvanovsky (1640–1693))
- Lodovico Grossi da Viadana (1564–1627)
- August Verdufen (???? – 16??)
- Antonio Vivaldi (1678–1741)

### W
- Johann Gottfried Walther (1684–1748)
- Johann Jacob Walther (1650–1717)
- John Ward (1571–1638)
- Unico Wilhelm van Wassenaer (1692–1766)
- Matthias Weckmann (c.1616–1674)
- Thomas Weelkes (1576–1623)
- Sylvius Leopold Weiss (1686–1750)
- Johann Paul von Westoff (1656–1705)
- John Wilbye (1574–1638)

### Y
- William Young (???? – 1672)

### Z
- Friedrich Wilhelm Zachau (1663–1712)
- Jan Dismas Zelenka (1679–1745)
- Juan García de Zéspedes (1619–1678)